# Ausübungspreis
Der Ausübungspreis (auch Basispreis; englisch exercise price, strike price) ist im Finanzwesen der bei derivativen Finanzinstrumenten festgelegte Preis, zu welchem der Inhaber von seinem Recht Gebrauch machen kann, den zugrunde liegenden Basiswert zu kaufen oder zu verkaufen.

## Allgemeines
Vor allem bei Optionen besitzt der Ausübungspreis eine große Bedeutung, weshalb er hieran erläutert werden soll. Der Ausübungspreis spielt nur bei der Ausübung einer Option eine Rolle, ist dann für den vom Kontrahenten gelieferten Basiswert zu bezahlen und bestimmt zu einem großen Teil den Wert einer Option. Der Ausübungspreis legt fest, zu welchem Kurs der Basiswert gekauft oder verkauft werden soll.
Dieser Ausübungspreis ist neben dem Optionspreis zu vereinbaren, den der Optionsinhaber für die Einräumung seines Optionsrechts zu entrichten hat.

## Optionsvertrag
Der Optionsvertrag beinhaltet folgende Vertragsbestandteile:
- Optionsart: Kaufoption oder Verkaufsoption,
- Ausübung: europäische oder amerikanische Option,
- Ausübungspreis,
- Ausübungszeitraum,
- Nennwert und Währung und
- Optionspreis (Optionsprämie).

Wird die Option nicht ausgeübt, entfallen Ausübungspreis und Ausübungszeitraum; der Optionspreis ist aber dessen ungeachtet zu entrichten. Die Ausübung der Option hängt davon ab, ob der Optionsinhaber die Gewinnschwelle erreicht hat oder nicht.

## Gewinnschwelle
Hieraus ergibt sich die Frage nach der Gewinnschwelle {\displaystyle G_{s}}, denn der Käufer einer Kaufoption wird diese nur ausüben, wenn der aktuelle Kurs des Basiswerts über dem Ausübungspreis {\displaystyle BP} zuzüglich Optionspreis {\displaystyle OP} liegt:
{\displaystyle G_{s}=BP+OP}.
Eine Option, bei welcher der Ausübungspreis mit dem aktuellen Kassakurs des Basiswerts identisch ist, wird als „am Geld“ (englisch at the money) bezeichnet; liegt der aktuelle Kassakurs über dem Ausübungspreis, so liegt sie „im Geld“ (englisch in the money). Bei einer Verkaufsoption errechnet sich die Gewinnschwelle
{\displaystyle G_{s}=BP-OP},
weil der aktuelle Kassakurs unter dem Ausübungspreis zuzüglich Optionspreis liegt.
Die Gewinnschwelle stellt sich für die verschiedenen Varianten der Option wie folgt dar:
| Option         | Kaufoption (Call)      | Verkaufsoption (Put)   |
| -------------- | ---------------------- | ---------------------- |
| „im Geld“      | Kassakurs > Basispreis | Kassakurs < Basispreis |
| „am Geld“      | Kassakurs = Basispreis | Kassakurs = Basispreis |
| „aus dem Geld“ | Kassakurs < Basispreis | Kassakurs > Basispreis |

Eine Option wird nur ausgeübt, wenn sie sich „im Geld“ befindet, weil bei „am Geld“ der Optionspreis als Verlust zu berücksichtigen ist. Entsprechend gibt es nur bei Optionen „im Geld“ einen inneren Wert, die übrigen haben einen inneren Wert von Null. Der Verkäufer hat die Möglichkeit die Option im Geld zu zeichnen, um die Wahrscheinlichkeit ihrer Ausübung zu erhöhen und eine höhere Prämie einzunehmen.

## Sonstiges
Handelt es sich um eine Verkaufsoption oder um ein derivates Finanzinstrument mit einer der Verkaufsoption gleichenden Komponente (beispielsweise eine Aktienanleihe), so ist auch die Bezeichnung Andienungspreis gebräuchlich.